# Der weiße Hai
Der weiße Hai (Originaltitel: Jaws; wörtlich „Kiefer“ oder „Rachen“; zoologischer Begriff für „Maul“) ist ein von Universal Pictures produzierter und am 20. Juni 1975 veröffentlichter US-amerikanischer Kinospielfilm des Regisseurs Steven Spielberg.
In Spielbergs Thriller wird ein Badeort auf einer Ferieninsel an der Ostküste der USA von einem menschenfressenden Weißen Hai heimgesucht. Infolgedessen entsteht unter den Inselbewohnern und Urlaubern eine Massenpanik. Der ortsansässige Polizeichef, ein Meeresbiologe und ein Haifischer verfolgen fortan das gemeinsame Ziel, den Raubfisch zu töten.
Der auf dem gleichnamigen Bestseller-Roman von Peter Benchley basierende Spielfilm läutete mit einem weltweiten Einspielergebnis von fast einer halben Milliarde US-Dollar die Ära des in Hollywood produzierten Blockbuster-Kinos ein. Der durch innovative Marketingstrategien gestützte kommerzielle Erfolg des mit drei Oscars ausgezeichneten Thrillers setzte neue Standards in der Filmindustrie. Bei zahlreichen Menschen löste Der weiße Hai nachhaltig Urängste aus.

## Handlung
In einer Bucht des Badeorts Amity in New England wird eine Schwimmerin bei einem nächtlichen Haiangriff getötet. Als am nächsten Tag die Überreste der Leiche in den Dünen entdeckt werden, drängt Polizeichef Martin Brody auf eine sofortige Schließung der Strände. Bürgermeister Vaughn möchte dies verhindern. Er befürchtet, dass  Gerüchte über einen menschenfressenden Hai das Tourismusgeschäft in Amity in der bevorstehenden Sommersaison und besonders am Unabhängigkeitstag der USA – dem 4. Juli – ernsthaft gefährden könnten.
Einige Tage später wird ein Junge beim Baden an einem der belebten Strände von einem Hai attackiert und stirbt. Als die trauernde Mutter des Jungen großes Aufsehen in den lokalen Medien erzeugt und für die Tötung des Hais eine Prämie von 3.000 US-Dollar aussetzt, beruft die Stadtverwaltung eine Krisensitzung im Rathaus ein. Hierbei verkündet Brody als erste Maßnahmen den Einsatz zusätzlicher Polizisten und Hai-Späher, das Hinzuziehen von Matt Hooper vom Ozeanografischen Institut und vor allem die Sperrung der Badestrände. Unter den Anwesenden kommt es zu Protesten. Schließlich ergreift der einheimische Haijäger Quint das Wort und bietet an, den Hai für 10.000 US-Dollar zu erlegen. Die Stadträte fordern eine Bedenkzeit für Quints Vorschlag ein.
Aufgrund der ausgesetzten Belohnung kommt es zu einer regelrechten Hetzjagd auf Haie. Nach kurzer Zeit wird ein vom Fischer Ben Gardner getöteter Tigerhai als der gesuchte „Killer-Hai“ präsentiert. Bei einer ersten Untersuchung stellt der Meeresbiologe Hooper jedoch fest, dass der Gebissradius bei den Wunden des gefundenen Opfers nicht zum Maul des erlegten Tigerhais passt. Bürgermeister Vaughn untersagt eine weitere Begutachtung. Doch Hooper und Brody widersetzen sich der Anordnung und schleichen nachts an den Kai, um den in einer Halle aufbewahrten Haikadaver aufzuschneiden. In dessen Magen finden sie jedoch keine Hinweise auf einen getöteten Menschen, was die Vermutung bestätigt, dass der gesuchte Hai noch lebt.
Noch in derselben Nacht begeben sich Brody und Hooper auf Hoopers Forschungsboot und suchen in den Gewässern vor der Küste nach dem Hai. Dabei entdecken sie das verlassene, im Meer treibende, zerstörte Fischerboot von Ben Gardner. Hooper taucht unter das Boot, um es zu untersuchen, und findet im Rumpf die angefressene Leiche von Gardner samt dem Zahn eines Weißen Hais. Brody und Hooper kehren zurück nach Amity. Sie wollen Bürgermeister Vaughn davon abhalten, die Strände am tags darauffolgenden 4. Juli zu öffnen, da der Hai offensichtlich noch immer aktiv ist.
Am nächsten Tag strömen die erwarteten Touristenmassen nach Amity. Trotz aller Warnungen sind die Strände des Badeortes geöffnet. Nach anfänglichem Zögern entschließen sich zahlreiche Badegäste, schwimmen zu gehen. Kurze Zeit später melden die Hai-Späher eine Haifischflosse. Unter den Strandbesuchern entsteht eine Massenpanik. Es stellt sich jedoch heraus, dass es ein Streich von zwei Kindern mit einer nachgemachten Haifischflosse war. Als die Situation sich beruhigt, wird aus einer kleinen Bucht nahe dem Strand erneut das Erscheinen eines Hais gemeldet. Obwohl Brody zunächst von Hysterie ausgeht, geht er der Sache nach, nicht zuletzt da sein ältester Sohn Michael sich mit anderen Kindern in der Bucht auf einem Boot befindet. Diesmal ist es der echte Hai. Ein Ruderer, der den Kindern helfen will, wird vom Weißen Hai attackiert und getötet. Die Kinder können sich retten; Michael wird ohnmächtig und muss in ein Krankenhaus eingeliefert werden. Zahlreiche weitere Badegäste können sich unversehrt ans Ufer retten. Nun sind die Behörden gezwungen zu handeln. Auf Drängen Brodys wird das Angebot des erfahrenen Haijägers Quint angenommen, den Hai zu töten.
Mit Quints Fischerboot brechen Quint, Brody und Hooper auf, um den Hai aufzuspüren und zu erlegen. Zunächst verteilt Brody Fischabfälle im Meer, um den Hai anzulocken. Zwar beißt etwas am Angelhaken an, doch die Leine wird trotz verstärkter Stabilität kurz vor dem Einholen durchgebissen. Am Folgetag ködert Brody den Hai erneut. Während der Aktion zeigt sich der Hai zum ersten Mal: Es ist ein Weißer Hai mit einer geschätzten Länge von sechs bis sieben Metern. Quint harpuniert den Hai auf traditionelle Art, wobei am Seilende luftgefüllte Fässer befestigt sind, die den Hai am Tauchen hindern und ihn somit ermüden sollen. Der Hai erweist sich jedoch als äußerst widerstandsfähig. Er zieht das Boot aufs Meer hinaus und greift es zwischendurch immer wieder an. Quint, ein Marine-Kriegsveteran, der am Ende des Zweiten Weltkriegs den Untergang der Indianapolis überlebte und bis zu seiner Rettung im Wasser treibend zusehen musste, wie seine Kameraden von Haien angegriffen wurden, ist vom Jagdfieber besessen und belastet den Motor seines Boots über die Grenzen hinaus. Als Brody per Funk einen Notruf aussenden will, zerstört Quint das Funkgerät. Der Veteran will das Tier unbedingt selbst erlegen.
Als das Boot mit Motorschaden manövrierunfähig havariert, wird Hooper in einem Hai-Käfig ins Wasser gelassen, um dem Hai mit einer Harpune Gift zu injizieren. Doch stattdessen zerstört der Hai den Käfig. Hooper kann entkommen und sich auf dem Meeresgrund verstecken. In der Zwischenzeit sinkt das durch die Attacken des Hais leckgeschlagene Boot immer weiter. Plötzlich schnellt der Hai aus dem Wasser und landet auf dem Heck des Boots. Das enorme Gewicht des Hais drückt den Bug des Bootes nach oben. Durch die Schieflage rutscht Quint trotz Hilfe von Brody ins weit geöffnete Maul des Hais. Quint wird vom Hai zerfleischt und stirbt. Schließlich gelingt es Brody, den Raubfisch zu erlegen: Kurz vor dem Untergang des Bootes schiebt Brody dem Hai eine Druckluftflasche in den Rachen und bringt diese durch einen gezielten Gewehrschuss zur Explosion, bei der der Hai zerfetzt wird. Zusammen mit Hooper schwimmt Brody zurück an Land.

## Produktion

### Romanvorlage

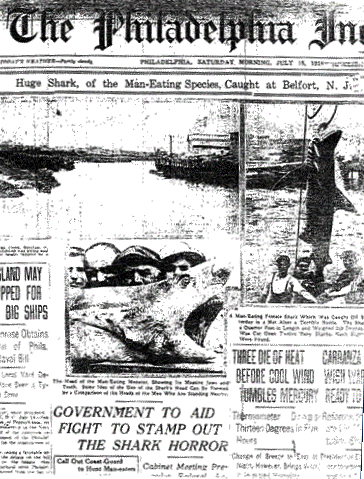
Zeitungsbericht über Weißer-Hai-Angriffe vom 15. Juli 1916

Zwischen 1970 und 1973 verfasste der 31-jährige Autor Peter Benchley seinen Roman Jaws. Benchleys Erstlingsroman handelte von einem menschenfressenden Weißen Hai, der einen Erholungsort vor Long Island terrorisiert.
Benchleys Roman basiert auf einem Tatsachenbericht über Geschehnisse, die sich zwischen dem 1. und 12. Juli 1916 bei New Jersey vornehmlich an Badeorten an der Ostküste der USA ereigneten. Demzufolge fielen in diesem Zeitraum fünf Menschen tödlichen Haiangriffen zum Opfer. Damals setzte sich der Glaube durch, dass ein einzelner Weißer Hai, der sich auf Menschen spezialisiert habe, für die letalen Attacken verantwortlich sei. Die umfangreiche Berichterstattung der US-amerikanischen Medien löste entlang der Ostküste panikartige Reaktionen aus. Fortan wurden die Strände gemieden und die Ferienorte am Meer mussten erhebliche Umsatzeinbußen hinnehmen.
Am 1. Februar 1974 wurde Jaws landesweit im US-amerikanischen Buchhandel zunächst als Hardcover in der Erstauflage vom Doubleday-Verlag herausgegeben. Im Erscheinungsjahr 1974 verkaufte sich der Roman 202.270 Mal und stand 45 Wochen lang durchgehend auf der Bestsellerliste der New York Times. Am 1. Januar 1975 folgte der Taschenbuchverlag Bantam Books mit der Auslieferung der für das Massenpublikum produzierten Taschenbuchausgabe und eroberte umgehend den Spitzenplatz der Verkaufslisten. Binnen weniger Wochen avancierte Jaws zum millionenfach verkauften Bestseller. Zum Zeitpunkt der Veröffentlichung des gleichnamigen Kinofilms im Juni 1975 meldeten die Verkaufsstellen bereits 4,5 Millionen verkaufte Exemplare des Romans. Bis zum Jahresende 1975 konnten 8 Millionen Exemplare verkauft werden.
Nur drei Monate nach Publikation des Romans begannen die Dreharbeiten des gleichnamigen Films. Und exakt 14 Monate nach der Veröffentlichung des Buches sollte am 20. Juni 1975 die Kinopremiere folgen. Bis 2010 wurden weltweit etwa 20 Millionen Buchexemplare des Weißen Hais verkauft.

### Vorproduktion
Noch vor der Romanveröffentlichung sicherten sich am 1. Mai 1973 die Filmproduzenten Richard D. Zanuck und David Brown und die mit den Produzenten affiliierten Universal Pictures nach einem Bietergefecht mit den Warner Bros. und Columbia Pictures die Filmrechte von Peter Benchley für 150.000 US-Dollar (2025: 1.240.000 US-Dollar). Mit Peter Benchley wurde eine Abmachung getroffen, dass er für weitere 25.000 US-Dollar eine Drehbuchversion seines Romans schreiben sollte. Zu diesem Zeitpunkt war noch völlig unklar, wie die Romanvorlage verfilmt werden könnte, da noch nie jemand zuvor mit einem Hai als Protagonisten einen Spielfilm gedreht hatte. Unmittelbar nach dem Erwerb der Filmrechte erfolgte die Suche nach einem geeigneten Regisseur. Nachdem die Produzenten zunächst den Regie-Veteranen Alfred Hitchcock ins Auge fassten sowie John Sturges und den Hollywood-Neuling Dick Richards konsultierten, fiel die Entscheidung am 21. Juni 1973 letztendlich auf den erst 26-jährigen Steven Spielberg, mit dem Zanuck und Brown im Jahr zuvor bereits Spielbergs ersten Kinofilm Sugarland Express produziert hatten. Spielberg las das Buch und war ebenfalls fasziniert, da er es auch als eine Art „Unterwasserfortsetzung“ seines Filmes Duell ansah. Im Vorfeld der Produktion wuchsen bei Spielberg jedoch Zweifel, da er befürchtete, in Hollywood als „Truck-und-Hai-Regisseur“ gebrandmarkt zu werden. Vielmehr wollte Spielberg Regie bei der von den 20th-Century-Fox-Studios produzierten Filmkomödie Abenteurer auf der Lucky Lady führen. Die Universal-Verantwortlichen Sid Sheinberg und Jennings Lang als auch Zanuck/Brown bestanden jedoch mit Nachdruck auf Erfüllung des mit Spielberg abgeschlossenen Vertrages.

### Drehbuch

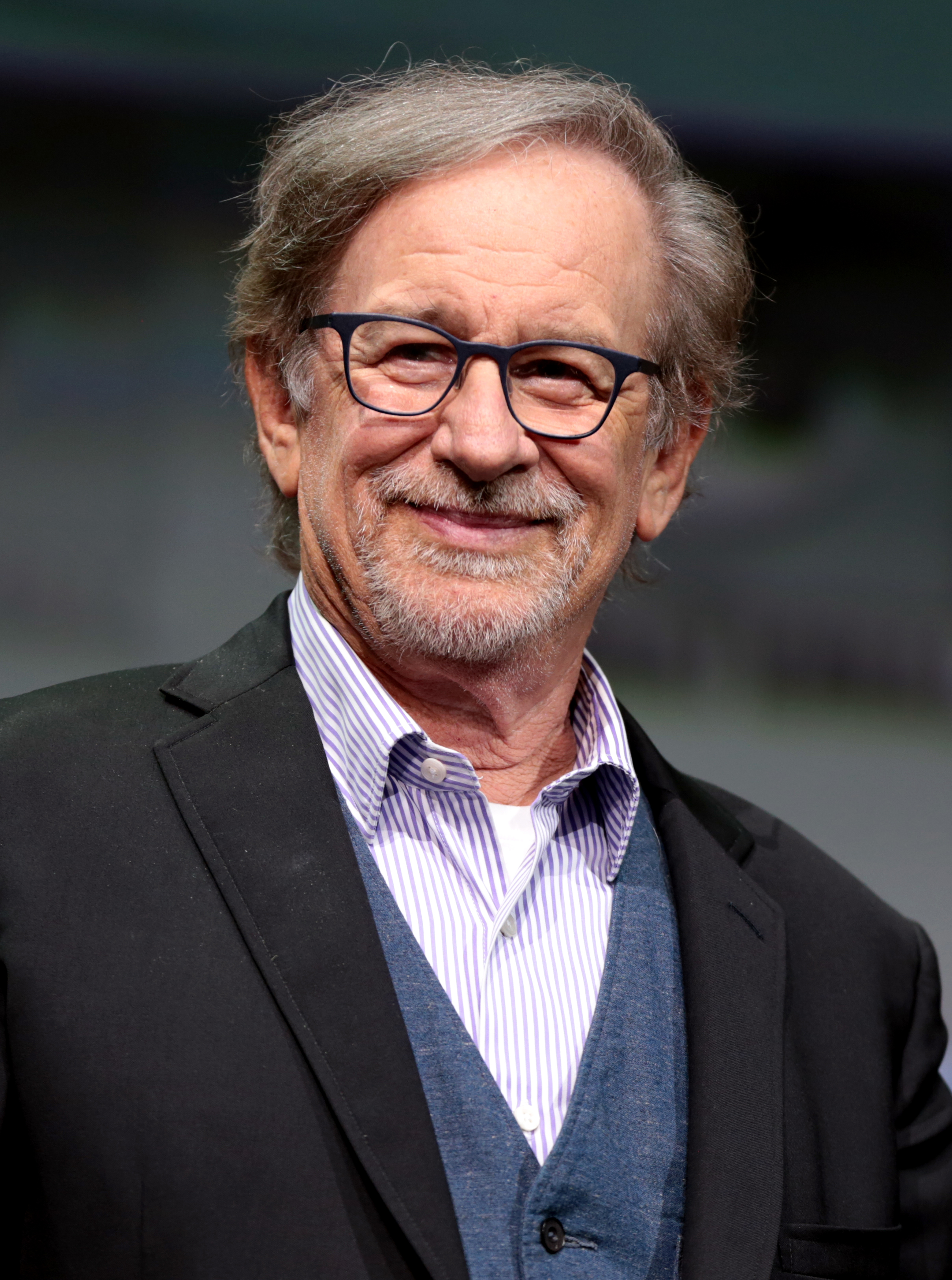
Steven Spielberg

Die ersten beiden Versionen des Drehbuchs wurden vertragsgemäß und auf Wunsch Spielbergs ebenfalls von Peter Benchley verfasst. Der Autor arbeitete sein Buch in ein Drehbuch um und ließ sich dabei unter anderem vom Dokumentarfilm Blue Water, White Death aus dem Jahr 1971 und dem daraus entstandenen Buch Blue Meridian: The Search for the Great White Shark von Peter Matthiessen inspirieren. Des Weiteren ließ er die Erlebnisse des Haifischers Frank Mundus als Vorlage für die Rolle des Quint ins Drehbuch einfließen. Benchley hatte keinerlei Expertise im Schreiben eines Drehbuchs. Zur weiteren Ausarbeitung der Handlungsstränge und Charaktere übergab er das Drehbuch schließlich an den mit den bisherigen Ergebnissen unzufriedenen Spielberg.
Zunächst konnte der Dramaturg und Pulitzer-Preisträger Howard Sackler in den weiteren Drehbuchentwicklungsprozess eingebunden werden. Spielberg wandte sich zeitgleich an den Schauspieler, Produzenten und Comedyserien-Autor Carl Gottlieb, da er für einige Szenen leichte und komödienhafte Elemente in den Film einbauen wollte. Aus anfänglich drei Seiten Drehbuchanmerkungen entwickelte sich Gottlieb an der Seite von Spielberg zum Hauptdrehbuchautor. Am 22. April 1974, eine Woche vor Drehbeginn, wurde Gottlieb offiziell als Jaws-Drehbuchautor unter Vertrag genommen. Jedoch blieb dem Gespann Spielberg/Gottlieb keine Zeit, das Drehbuch bis zum Drehbeginn adäquat auszuarbeiten. Die Produzenten wollten zwingend an dem geplanten Drehbeginn im Mai 1974 festhalten. Und so begannen die Dreharbeiten mit einem lediglich halbfertigen Drehbuch. In den kommenden neun Wochen feilten Spielberg und Gottlieb nach Drehschluss noch stundenlang am Drehbuch. Bei einigen Szenen improvisierten die Hauptdarsteller Robert Shaw (Quint), Roy Scheider (Chief Brody) und Richard Dreyfuss (Hooper) Textpassagen.

### Darsteller
Auf ausdrücklichen Wunsch Spielbergs verpflichteten die Produzenten keine großen Schauspielstars. Spielberg befürchtete, dass ein allzu großer Star das Publikum davon abhielte, sich mit den Filmcharakteren zu identifizieren. Der einzige Superstar solle zudem „der Hai“ sein. Die erste Zusage erhielt für die Rolle der Ellen Brody die Schauspielerin Lorraine Gary, die gleichzeitig auch die Ehefrau von Universal-Präsident und Spielberg-Mentor Sid Sheinberg war. Als Bürgermeister Vaughn wurde frühzeitig Murray Hamilton engagiert. Roy Scheider erhielt trotz anfänglicher Bedenken seitens Spielberg eine der Hauptrollen als Chief Brody. Neun Tage vor Drehbeginn hatte man weder für die tragende Rolle des Quint, noch für Hooper einen geeigneten Darsteller gefunden. Auf Empfehlung von Carl Gottlieb wurde Richard Dreyfuss als Meeresbiologe Hooper verpflichtet. Für das Schauspiel des mürrischen Quint hatte man vor allem Sterling Hayden ins Auge gefasst. Obwohl man allseits mit ihm einig war, sagte der in Paris lebende Hayden aufgrund Steuerschulden bei den US-Finanzbehörden ab. Das US-Finanzamt hätte die gesamte zu erwartende Gage umgehend eingetrieben. Die Rolle erhielt letztendlich drei Tage vor Drehbeginn der britische Schauspieler Robert Shaw, mit dem die Produzenten Zanuck und Brown kurz zuvor den Spielfilm Der Clou abgedreht hatten. Viele der kleinen Nebenrollen wurden entsprechend der Vorgaben der Schauspielergewerkschaft SAG durch Darsteller aus der Region Boston besetzt. Als Komparsen setzte man zahllose Bewohner von Martha’s Vineyard ein. Allein für die Strandszenen benötigte man an drei Drehtagen jeweils 400 Komparsen.
Der weiße Hai und seine Modellattrappen wurden vom Disney-Trickexperten Robert A. Mattey entworfen und in Zusammenarbeit mit Joe Alves und seinem Team konstruiert. Es wurden drei verschiedene Modelle entworfen. Eines, das auf der linken Seite komplett offen war, um es von dort aus direkt bedienen zu können. Ein Modell nach dem gleichen Schema, allerdings auf der rechten Seite geöffnet. Das dritte Modell war die komplette Kopie eines Weißen Hais ohne Öffnungen zu einer Seite. Die an den Seiten offenen Modelle waren mit Adaptern ausgestattet, mit denen das jeweilige Modell auf einer 12 Tonnen schweren, mechanisch zu betreibenden Unterkonstruktion befestigt werden musste. Allein die Konstruktionen der drei Modelle verschlangen 750.000 US-Dollar (2025: 4.770.000 US-Dollar), die für Entwürfe, Special-Effects-Spezialisten, ein 40-köpfiges Konstruktionsteam, Technik, Mechanik und Pneumatik fällig wurden. Das 13-köpfige Bedienpersonal war in diesen Kosten noch nicht enthalten. Spielberg taufte die 7,5 Meter lange Hai-Attrappe Bruce – benannt nach Steven Spielbergs Anwalt Bruce Ramer. Das einzige noch existierende Modell von Bruce ist seit April 2020 im Academy Museum of Motion Pictures in Los Angeles ausgestellt.

### Synchronisation
Der weiße Hai wurde im Jahr 1975 von der Berliner Synchron GmbH erstmals auf Deutsch synchronisiert und wurde mit dieser Fassung im Kino, auf VHS und auf der DVD-Erstauflage veröffentlicht. 2004 wurde der Film für eine erneute Veröffentlichung auf DVD neu synchronisiert. Das Blu-Ray-Release von 2012 enthält sowohl die originale, deutsche Kinosynchronisation von 1975 in DTS 2.0 als auch die neue Synchronfassung von 2004 in DTS-HD HR 7.1.
| Darsteller        | Rolle                | 1. Synchronisation    | 2. Synchronisation |
| ----------------- | -------------------- | --------------------- | ------------------ |
| Roy Scheider      | Chief Martin Brody   | Hansjörg Felmy        | Randolf Kronberg   |
| Richard Dreyfuss  | Matt Hooper          | Norbert Gescher       | Axel Malzacher     |
| Robert Shaw       | Quint                | Michael Chevalier     | Roland Hemmo       |
| Lorraine Gary     | Ellen Brody          | Almut Eggert          | Katharina Koschny  |
| Murray Hamilton   | Bürgermeister Vaughn | Gert Günther Hoffmann | Reinhard Glemnitz  |
| Jeffrey C. Kramer | Deputy Hendricks     | Joachim Kunzendorf    | Tobias Lelle       |

### Dreharbeiten

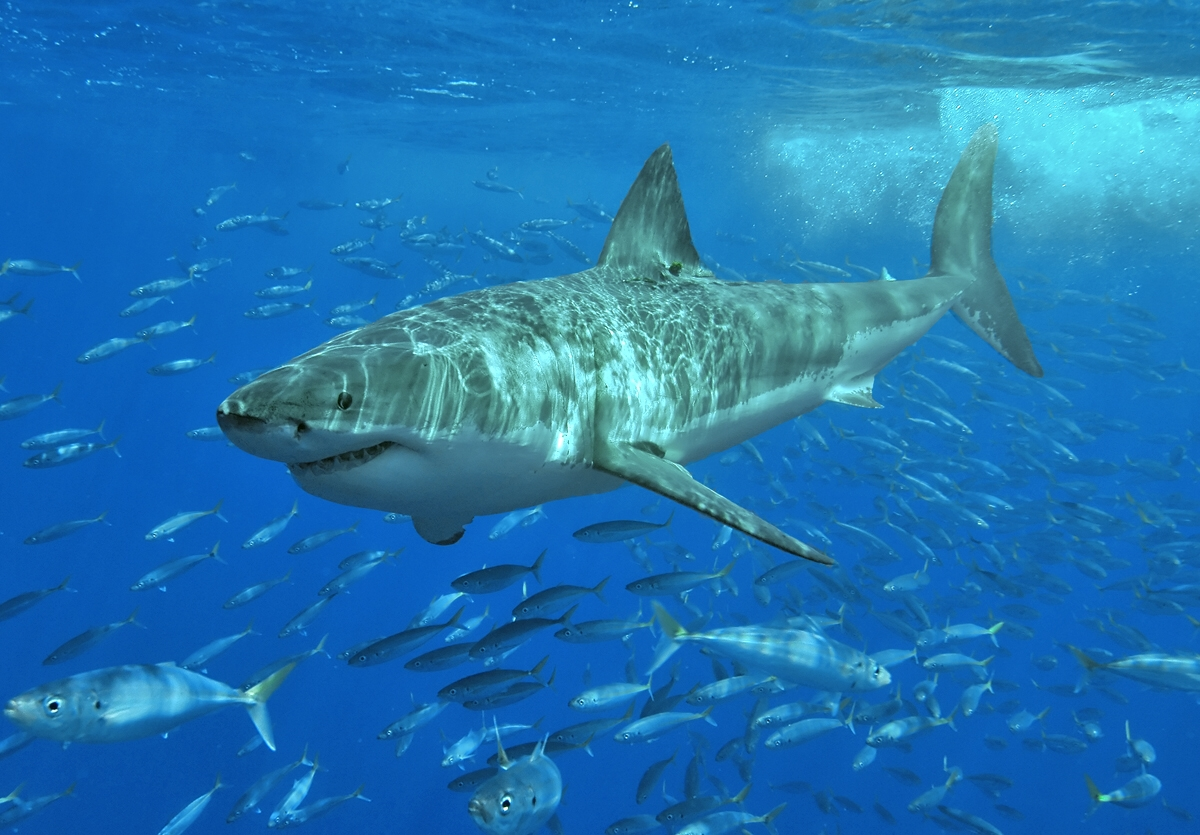
Weißer Hai

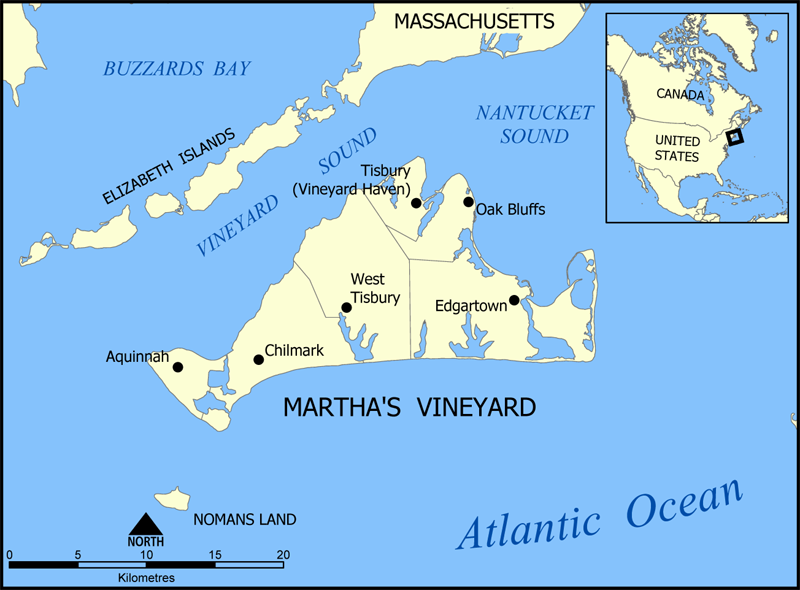
Karte von Martha’s Vineyard, dem Drehort von Der weiße Hai

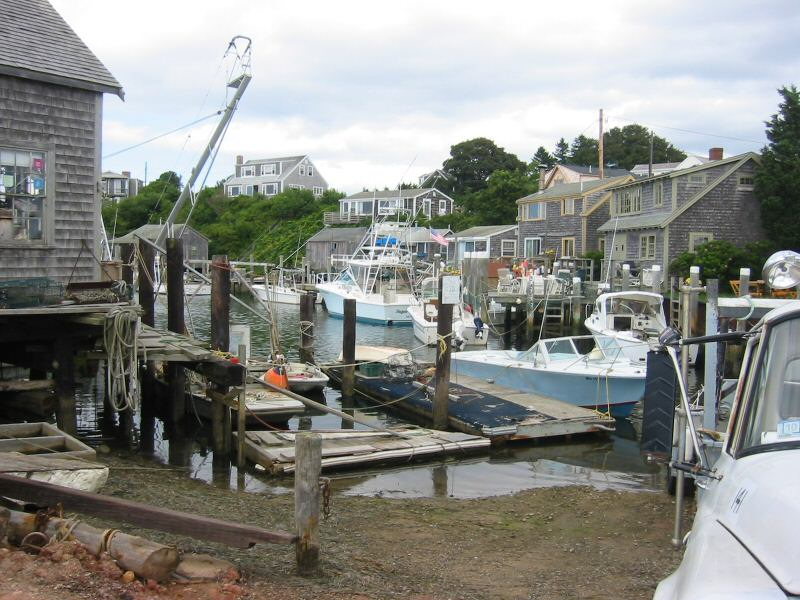
Menemsha auf Martha’s Vineyard: Kulisse für das Fischerdorf

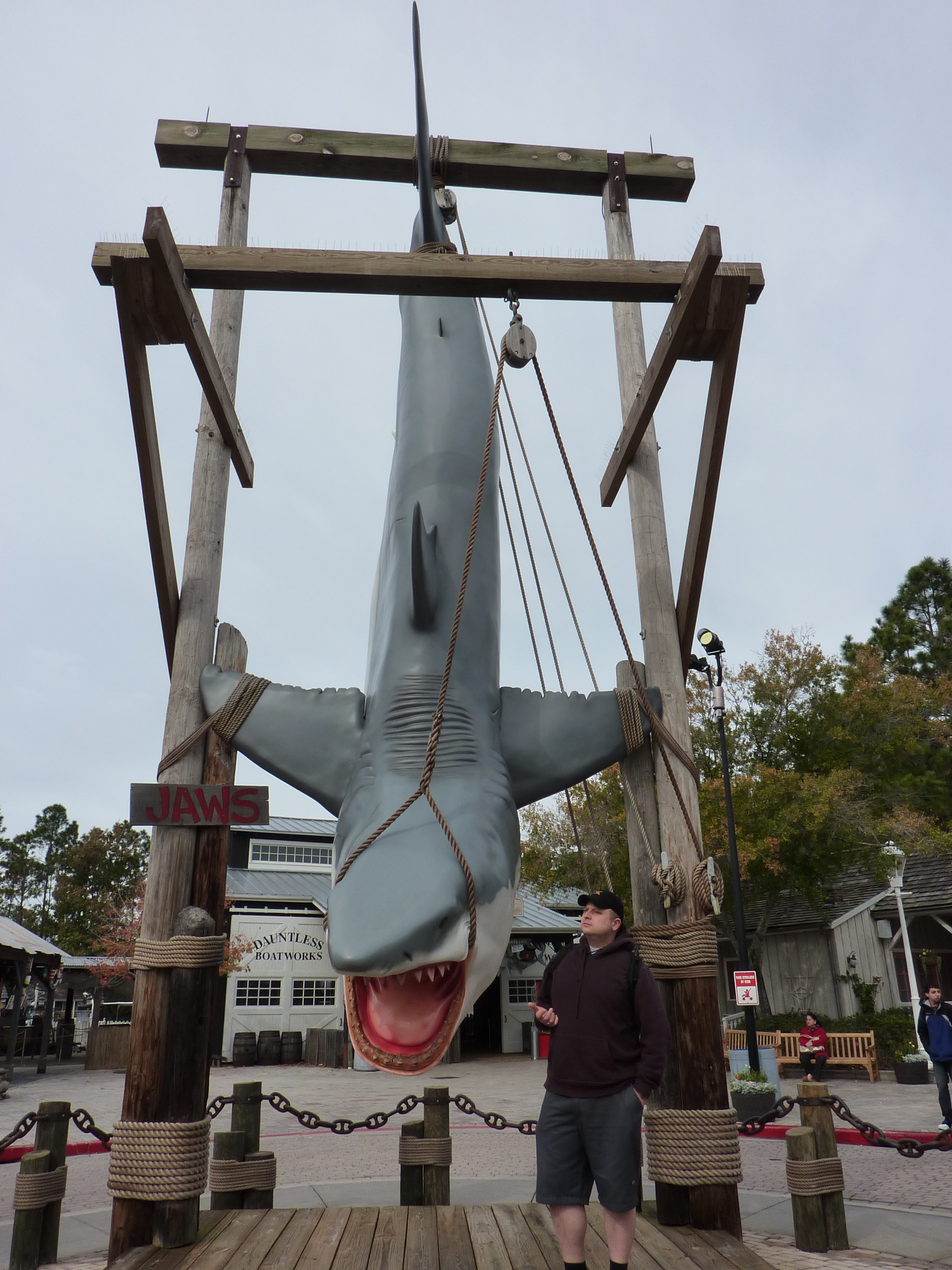
Der erlegte „Tigerhai“ in den Universal Studios Hollywood

Ab dem 16. Februar 1974 drehte eine Second Unit, bestehend aus den renommierten Hai-Dokumentarfilmern Ron und Valerie Taylor, über einen Zeitraum von drei Wochen Unterwasseraufnahmen echter Weißer Haie am Dangerous Reef ⊙ im Spencer-Golf vor der Südküste Australiens, die man später in den Film hineinschnitt. Die Exemplare vor der australischen Pazifikküste sind in der Regel vier bis fünf Meter lang, während das Modell des Filmhais eine Größe von siebeneinhalb Metern aufwies. Dadurch ergab sich ein Problem, da bei einer Szene laut Drehbuch Hooper im Käfig sein musste und der Größenunterschied der Haie zu auffällig gewesen wäre. Man kam Spielbergs Vorschlag nach, einen kleineren Käfig zu bauen und den nur 1,45 Meter großen Ex-Jockey und Hollywood-Stuntman Carl Rizzo als Taucherdouble zu engagieren. Bei den Drehversuchen zu dieser Szene verging mehr als eine Woche ohne brauchbare Aufnahmen. Während einer Drehpause für das Taucherdouble schwamm plötzlich zufällig ein großer Weißer Hai über den leeren Käfig hinweg und verfing sich in der Kette, die den Käfig mit dem Boot verbunden hatte. Der Hai geriet in Panik und versuchte sich mit aller Kraft aus der misslichen Lage zu befreien. Für Spielberg und die Produzenten zeigten die Aufnahmen die außergewöhnlichen Kräfte des Tieres und man war sehr zufrieden. Da bei dieser Aufnahme der Käfig allerdings leer war, musste das Drehbuch entsprechend angepasst werden. Dementsprechend entflieht Hooper in der veröffentlichten Filmversion während einer Attacke des Hais dem Käfig und taucht auf dem Meeresboden ab. Von hier aus beobachtet Hooper den Kampf des Hais mit der Kette.
Am 2. Mai 1974 begannen die ursprünglich mit 55 Drehtagen bis zum 28. Juni 1974 disponierten Dreharbeiten auf Martha’s Vineyard. Die gegenüber von Boston gelegene Atlantik-Insel an der Nordostküste der USA diente als Kulisse für das fiktive Amity Island. Als Hauptdrehorte auf Martha’s Vineyard wurden das Städtchen Edgartown (Amity ⊙) und das Fischerdorf Menemsha (Fischereihafen ⊙) ausgewählt.
Zunächst wurden planmäßig sämtliche Szenen an Land aufgenommen, erst am Ende der Produktion standen die Dreharbeiten auf dem Meer mit dem Fischerboot Orca und den Hai-Modellen an. Wie üblich wurde an sechs Tagen pro Woche mit 12- bis 14-Stunden-Drehtagen gearbeitet. Bis auf einige kleinere Widrigkeiten und Verzögerungen liefen die Dreharbeiten gemäß dem Drehplan. Zu den kostspieligen Widrigkeiten zählte die Szene mit dem Tigerhai, der laut Drehbuch zunächst von den Fischern als schuldiger Menschenfresser erlegt und im Hafen der Presse präsentiert wird. In Absprache mit den Filmausstattern und der Produktion sollten Fischer von Martha’s Vineyard einige Tage vor dem geplanten Drehtag ein entsprechend großes Exemplar aus dem Atlantik ziehen. Alle Versuche scheiterten. Kurzerhand flogen zwei verantwortliche Crewmitglieder nach Florida, angelten dort mit entsprechend versierten Fischern einen Tigerhai und ließen das tote Tier in einer mit Eis ausgelegten Kiste mit einem extra angeheuerten FedEx-Overnight-Express-Flug direkt auf Martha’s Island fliegen.
Mit zehn Drehtagen Verspätung konnten die Dreharbeiten an Land am 29. Juni abgeschlossen werden. Das letzte Drittel des Films findet ausschließlich auf dem Fischerboot Orca auf dem Meer statt. Für diese finalen Szenen, in denen auch erstmals die mechanischen Haimodelle ausgiebig zum Einsatz kommen sollten, waren insgesamt 13 Drehtage eingeplant. Es sollten am Ende stattdessen 66 Drehtage auf dem Meer werden. Die Dreharbeiten mit dem künstlichen Hai etwa 30 Meter vor der Küste stellten sich von Beginn an äußerst problematisch dar. Alle Meeresszenen sollten aus dramaturgischen Gründen on location auf dem Meer gedreht werden. Der weite, leere Horizont wurde für die psychologische Wirkung des Films als äußerst wichtig betrachtet. Auf dem offenen Meer zu drehen, hatte zuvor noch keine Filmproduktion gewagt. Die Regel war, derartige Szenen in speziell für Filmarbeiten dimensionierten Wasserbecken oder künstlichen Seen der Hollywood-Studios zu drehen. Mit mehr oder weniger Bedacht wurden stattdessen die Küsten vor Martha’s Vineyard ausgesucht, da vom Ufer aus das Meer einige Kilometer weit hinaus nicht tiefer als fünf Meter abfällt. Das wurde als gute Voraussetzung gesehen, um mit den unterschiedlichen Haimodellen und den Darstellern drehen zu können.
Die Dreharbeiten auf dem Meer wurden folgendermaßen geplant: Zunächst wurde 30 Meter vor der Küste die 12 Tonnen schwere Unterkonstruktion samt 20 Meter gerader Laufschiene für die Haiattrappen im Meer versenkt und anschließend verankert. Sämtliche Szenen mit dem Hai und dem Boot Orca wurden dann um diese versenkte Unterkonstruktion gedreht. Für jede Positionsveränderung der Orca musste eine mehrere Mann starke Tauchcrew die vier unter der Wasserlinie am Boot befestigten Anker unter Zug am Meeresboden verankern, so dass das Boot auf einer unveränderlichen Position für die jeweilige Szene fixiert war. Und nach diesem Prinzip mussten alle weiteren, nicht im Bild befindlichen Boote und Pontons für die Haisteueranlage, Generatoren, Kompressoren, Kamera, Licht und die dutzenden Crewmitglieder immer an vier Punkten im Meer verankert werden. Diese Prozedur für eine einzige Einstellung dauerte Stunden, bis alle auf der gewünschten Position korrekt verankert waren. Bei zweimal am Tag wechselnder Ebbe und Flut ein unausweichliches Prozedere.
Nach dem allabendlichen Drehschluss fuhren Wachleute hinaus, um Pontons und sonstige Konstruktionen vor Neugierigen und Plünderern zu bewachen. Dazu gesellte sich das zeitaufwendige logistische Problem, jeden Morgen und Abend eine 60-köpfige Crew mit Booten zu der vor der Küste versenkten 12-Tonnen-Unterkonstruktion für den mechanischen Hai zu bringen. Vor allem erwies sich die Mechanik der Haiattrappen als unzuverlässig, störanfällig und war praktisch die ganze Zeit funktionsunfähig. Die Dreharbeiten auf dem Ozean wurden zudem permanent von passierenden Segelbooten unterbrochen. An einem durchschnittlichen 12-Stunden-Arbeitstag konnte lediglich an vier Stunden gedreht werden, an manchen Tagen gar nicht.
Mehrmals standen eine monatelange Unterbrechung oder der komplette Abbruch der Dreharbeiten zur Debatte. Den in Los Angeles verharrenden Universal-Hauptverantwortlichen Lew Wasserman und Sid Sheinberg wurde täglich Bericht erstattet. Doch dort blieb man ungewöhnlich ruhig, da sich der Jaws-Roman gleichzeitig als der Bestseller erwies, auf den man gehofft hatte. Zudem sahen das Rohmaterial und die grob vorgeschnittenen Szenen großartig und vielversprechend aus. Spielberg befürchtete nach eigenem Bekunden trotzdem, während der Zeit auf dem Meer nicht nur durch einen anderen Regisseur ersetzt zu werden. Spielberg sah vielmehr seine gesamte Karriere als Regisseur als stark gefährdet oder gar beendet an, so wie es schon manchen Regisseur getroffen hat, der die ursprünglich anvisierte Drehzeit in einem für Produzenten kaum zu finanzierenden Rahmen sprengte.
Bei den Dreharbeiten auf dem Meer entwickelten sich abgesehen von allen technischen und logistischen Schwierigkeiten zusehends erhebliche Spannungen zwischen dem arrivierten Hauptdarsteller Robert Shaw (Quint) und dem erst 26-jährigen Schauspieler Richard Dreyfuss (Hooper). Als Hauptgrund gilt der teils ausufernde Alkoholkonsum des als trinkfesten Schauspieler bekannten Shaw. Der Dramatik des Films waren die privaten Scharmützel offensichtlich zuträglich, und Spielberg unternahm keinerlei Interventionen. In der Szene, bei der man den Weißen Hai zum ersten Mal richtig zu sehen bekommt, wirft Chief Brody Fischabfälle ins Meer, um den Hai zu ködern. Vom Anblick des Hais schockiert, bewegt sich Chief Brody langsam rückwärts Richtung Quint und sagt: Sie werden ein größeres Boot brauchen. Dieser Satz wurde von Scheider improvisiert und gilt als legendäres Filmzitat.
Letztendlich dauerten die Dreharbeiten auf Martha’s Vineyard bis zum 15. September 1974. Nach einer zweiwöchigen Pause ging es für einen Teil der Crew in Los Angeles weiter. Es mussten noch zwei Szenen gedreht werden. Zum einen die Szene mit Hooper im Unterwasser-Haikäfig, die im großen Wasserbecken der MGM-Studios in Hollywood gedreht wurde. Zum anderen die Szene, als Hooper und Chief Brody nachts das Boot von Ben Gardner entdecken, Hooper unter Gardners Boot taucht und dort den abgetrennten Kopf von Gardner mit einem fehlenden Auge entdeckt. Die Hauptszene wurde auf einem künstlichen See namens The Lake auf dem Gelände der Universal Studios gedreht. Die damit verbundene Szene, als Hooper den Kopf von Gardner entdeckt, wurde mit sehr kleiner Crew im privaten Swimmingpool der für den Weißen Hai mit dem Oscar prämierten Filmeditorin Verna Fields nachgedreht, da Spielberg die im MGM-Tank gedrehten Aufnahmen nicht gefielen.
Die letzte Klappe in Los Angeles fiel am 6. Oktober. Aus ursprünglich angesetzten 55 Drehtagen wurden letztendlich 159 Drehtage, darunter 25 Drehtage für die Australien-Crew. Das ursprüngliche Budget von vier Millionen US-Dollar (2025: 25.440.000 US-Dollar) musste bis zum Ende der Dreharbeiten auf zwölf Millionen US-Dollar (2025: 57.240.000 US-Dollar) von den Produzenten verdreifacht werden.

### Veröffentlichung
Zwei sehr erfolgreichen Sneak-Previews in Dallas am 26. März 1975 und in Long Beach am 28. März 1975 sowie einigen Vorführungen vor Kinobetreibern folgte drei Monate später die offizielle Premiere. Am 20. Juni 1975 wurde Der weiße Hai schließlich USA-weit in zunächst 409 Kinos aufgeführt.
Der Premiere ging laut Universal-Marketing-Direktor Clark Ramsey eine PR-Kampagne voraus, die als das mit Abstand kostspieligste Marketingprojekt in der jahrzehntelangen Geschichte der Universal Studios gilt. Universal investierte insgesamt 1,8 Millionen US-Dollar (2025: ca. 10.490.000 US-Dollar) in die Werbekampagne, davon allein 700.000 US-Dollar (2025: ca. 4.080.000 US-Dollar) für TV-Werbespots.
Der Marketingprozess begann bereits unmittelbar nach dem Erwerb der Filmrechte am 1. Mai 1973. Nur wenige Wochen zuvor im April 1973 ersteigerten der Verleger Oscar Dystel und sein Taschenbuchverlag Bantam Books nach einer Auktion mit sechs weiteren Buchverlagen für das ungewöhnlich hohe Gebot von 575.000 US-Dollar (2025: 4.450.000 US-Dollar) die Taschenbuchrechte an Jaws. Der Taschenbuchverleger Bantam Books und das Filmproduzentenduo Zanuck/Brown kollaborierten fortan und legten eine gemeinsame Marketingstrategie fest. Elementar dafür war der Wiedererkennungswert des zunächst vom New Yorker Grafik-Designer Paul Bacon entworfenen Buchcovers für die Hardcover-Ausgabe von Doubleday mit einer an der Oberfläche schwimmenden Frau und dem weit aufgerissenen Maul eines sich darunter befindlichen Hais. Bantam wollte für die Taschenbuchausgabe ein weniger impressionistisches Cover haben und engagierte seinerseits den Illustrator Roger Kastel. Kastels deutlich realistischere Entwürfe in Kombination mit den vier in Blutrot gehaltenen Buchstaben beeindruckte Universal derartig, dass sie umgehend die Lizenz zur Nutzung als Filmposter erwarben. Kastels Graphik war de facto ein Logo, das sich fortan auf allen Merchandiseprodukten wie Tassen, T-Shirts und Handtüchern wiederfand.
In den Wochen und Tagen vor der Kinopremiere wurde eine weltweit geführte Promotiontour orchestriert. Spielberg, Benchley, Zanuck und Brown flogen zunächst zu den Filmfestspielen nach Cannes, um ihren Film außerhalb des Wettbewerbes zu präsentieren. Von dort aus jetteten Zanuck und Brown weiter nach London und Paris, um für Bantam Books weitere Buchdeals mit großen Buchverlagshäusern einzufädeln, die gleichzeitig der Promotion des Films dienten. Zwei Wochen vor der Kinopremiere tourten Spielberg, Benchley und die Produzenten durch die marketingstrategisch elf wichtigsten Städte Amerikas. Hauptdarsteller Robert Shaw trat in den wichtigsten Late-Night-Shows des US-Fernsehens auf.
In den drei Tagen vor der Kinopremiere wurden in jeder Sendung des Hauptabendprogrammes der drei größten US-amerikanischen TV-Sender ABC, NBC und CBS 30-sekündige Werbespots geschaltet. Jeder Werbemarkt wurde von den PR-Strategen vorab exakt evaluiert. Die Kosten der Kampagne teilten sich zur Hälfte für Anzeigen in Print und die andere Hälfte für TV und Radio auf. Als Höhepunkt der Kampagne gilt jedoch das Cover des Time-Magazines vom 23. Juni 1975, das einen riesigen Hai im Angriffsmodus zeigt. Die dazugehörige Hauptgeschichte in der Time-Ausgabe durfte nicht fehlen.
Im deutschsprachigen Raum und weiten Teilen Europas lief der Film am 18. Dezember 1975 in den Kinos an.

## Rezeption

### Einspielergebnisse
Der weiße Hai erzielte allein im Jahr seines Erscheinens 1975 ein weltweites Einspielergebnis von 260 Millionen US-Dollar (2025: ca. 1.515.080.000 US-Dollar). Vierzehn Tage nach der Premiere hatte der Film die Produktionskosten wieder eingespielt. Nach 64 Tagen hatte er Francis Ford Coppolas Der Pate (1972) als umsatzstärksten Film der Kinogeschichte eingeholt.
Die US-amerikanische Presselandschaft rief bereits kurz nach der Premiere am 20. Juni 1975 eine Jawsmania aus. Nie zuvor hatte ein Film einen derartig großen Publikumszuspruch und damit kommerziellen Erfolg erfahren. Allein im Sommer 1975 lockte der Film in den USA 67 Millionen Zuschauer in die Kinos. Der weiße Hai gilt seither als erster Blockbuster der Filmgeschichte und läutete damit eine neue Kinoära ein. In Deutschland schauten sich sieben Millionen Kinogänger den Film an, womit er der mit Abstand meistgesehene Film des Jahres war. Inklusive Wiederveröffentlichungen und dem Verkauf aller Bild- und Tonträger hat der Film laut der Nachrichtenagentur Reuters bis ins Jahr 2010 fast zwei Milliarden US-Dollar eingespielt.
Der Thriller war der erste Kinohit vom damals 28-jährigen Steven Spielberg, der seither als einer der erfolgreichsten Hollywood-Regisseure gilt, und vermehrte sein Vermögen erheblich. Im Vorfeld der Veröffentlichung sicherte sich Spielberg 2,5 % der Nettoeinspielergebnisse zu. Des Weiteren erhielten Spielberg und seine Produktionsfirma Amblin Productions von den Universal Studios einen Vertrag über sechs weitere bis 1981 zu produzierende Kinofilme.

### Auszeichnungen
Der weiße Hai wurde bei der Oscarverleihung 1976 mit insgesamt drei Oscars bei vier Nominierungen ausgezeichnet. Eine dieser begehrten Trophäen erhielt der Komponist John Williams für die unverwechselbare Filmmusik. Weitere Oscars bekam der Film für die Beste Tonmischung und den Besten Schnitt. Des Weiteren erhielt der Film einen Golden Globe Award, einen BAFTA-Award und einen Grammy.
2001 wurde Der weiße Hai in das National Film Registry der Library of Congress (USA) aufgenommen. Der Film wurde vom American Film Institute in der Liste der 100 besten Filme aller Zeiten (von 2007) auf Platz 56 gewählt, in der Liste der 100 besten Thriller aller Zeiten befindet sich der Film hinter Psycho auf dem zweiten Platz, die Filmmusik nimmt den sechsten Platz in der Liste der 25 besten Filmmusiken aller Zeiten ein und das Zitat „Sie werden ein größeres Boot brauchen“ (“You’re gonna need a bigger boat.”) wurde auf Platz 35 der 100 besten Filmzitate gewählt.

### Kritik
Deutschland
Der Weiße Hai rief bei Kritikern ein zumeist positives Echo hervor. Gelobt wurde vor allem der hohe Unterhaltungswert eines „Abenteuerfilms von beachtlicher Qualität“. Das Lexikon des internationalen Films urteilt, dass der Film sich trotz der überbetonten Schockeffekte vor allem im zweiten Teil als ein atmosphärisch dichter, vorzüglich gespielter Abenteuerfilm im Gefolge Herman Melvilles erweist.
Das Nachrichtenmagazin Der Spiegel schrieb:

„Ein großartiges Stück Unterhaltung, während Freunde von künstlerisch geprägten Filmen die Nase rümpften. Dabei ist der Streifen gerade in seiner Reduzierung aufs Wesentliche ein Meisterwerk.“

Der Filmkritiker Steffen Haubner ist der Meinung, dass Der weiße Hai einer der nervenzerreißendsten Thriller aller Zeiten ist. Spielbergs Film sei zudem ein Film über menschliche Urängste und charakterliche Schwächen, aus deren Überwindung Helden geboren werden. Außerdem sei es ein vielschichtiger Film über die kapitalistische, sich selbst gefährdende Gesellschaft, vom patriotischen Amerika, von Massenhysterie, Schuld, Sühne und der Aufopferung des Einzelnen für die Gesellschaft.
Das Lexikon des Horror-Films hält den Film hingegen für eine primitive Geschichte, die auf das Niveau von Erstklässlern zugeschnitten ist. Wolfram Tichy kommt im rororo Filmlexikon zum Schluss, dass die Macht der Werbung entscheidend dazu beigetragen hat, dass Der Weiße Hai der einträglichste Film aller Zeiten wurde, „nur weil er versprach, seinem Publikum die Angst vor dem Baden beizubringen.“
Vereinigte Staaten von Amerika
Auch in den USA erhielt Der weiße Hai überwiegend positive Kritiken. Der Filmkritiker Roger Ebert verlieh dem Film vier von vier möglichen Sternen und nannte ihn „einen sensationell wirkungsvollen Actionfilm, einen gruseligen Thriller, der umso besser funktioniert, weil die Charaktere sich im Laufe des Films zu echten Menschen entwickeln.“ A. D. Murphy vom Branchenblatt Variety lobte Spielbergs Regiefähigkeiten und nannte Robert Shaws Leistung „absolut großartig“. Der Film sei zudem ein künstlerischer und kommerzieller Hit. Für die Zeitung New York Times schrieb Frank Rich: „Spielberg ist mit einem Talent gesegnet, das heutzutage den meisten amerikanischen Filmemachern seltsamerweise fehlt: Dieser Mann weiß tatsächlich, wie man eine Geschichte auf der Leinwand erzählt. (…) Einige der beängstigendsten Szenen des Films sind diejenigen, in denen wir den Hai nicht einmal sehen.“ Judith Crist vom New York Magazine beschrieb in ihrer Kritik 1975 den Weißen Hai als „aufregende Abenteuerunterhaltung auf höchstem Niveau“ und lobte Schauspiel und technische Umsetzung des Films.
Der Filmexperte William S. Pechter konnte sich hingegen nicht für die im Wesentlichen manipulative Art des Films „erwärmen“, dessen alleiniges Ziel ist, die Körper des Zuschauers zum Zittern zu bringen. Der Weiße Hai wäre nach Pechter die Essenz dessen, was Bertolt Brecht als das „Kulinarische“ der modernen Kunst bezeichnete: „Eine geistbetäubende Mahlzeit für sinnesgesättigte Vielfraße.“ Die Filmkritikerin Molly Haskell von der in New York erscheinenden The Village Voice gab zwar widerwillig zu, dass Der weiße Hai „eine Schreckensmaschine ist, die mit einer computerähnlichen Präzision funktioniert“, sie sich aber trotzdem nicht gezwungen fühle, eine begeisterte Kritik abzugeben, nur weil es sie bei einigen Szenen aus dem Kinosessel gehoben habe. Vielmehr kritisierte sie: „Du fühlst dich wie eine Ratte, wenn du eine Schockbehandlung bekommst.“

### Nachwirkungen
Die innovative Vermarktungsstrategie der Produzenten vom Weißen Hai setzte neue Standards für Hollywoods Filmindustrie. Die Produzenten erkannten, dass der Schlüssel zum kommerziellen Erfolg eines Films in der intensiven Bewerbung unter Einbindung aller zur Verfügung stehenden Medienkatalysatoren steht. Insbesondere die Buchung von TV-Werbezeiten zur besten Sendezeit und die gleichzeitige Ausstrahlung von Werbespots auf landesweit allen relevanten Fernsehkanälen im Vorfeld der Veröffentlichung hatte es bis dahin noch nicht gegeben und sollte Schule machen. Zuvor hatten Filmproduzenten darauf vertraut, die Märkte langsam zu erschließen, um dann aufgrund positiver Filmkritiken und Mundpropaganda immer mehr Kopien in den Kinos zu platzieren. Der Weiße Hai hingegen ließ das Publikum in den gesamten USA auf den Premierentermin hinfiebern und wurde dann gleichzeitig und landesweit in über 400 Kinos veröffentlicht. Das sogenannte Saturation Booking, bei dem ein Film gleichzeitig in mittlerweile Tausenden von Kinos anläuft, ist heutzutage Standard für die großen Hollywood-Studios und Produktionsfirmen. Laut dem US-amerikanischen Buchautor, Kulturkritiker und Filmhistoriker Peter Biskind hat „Der weiße Hai es einem Film praktisch unmöglich gemacht, sich langsam zu entwickeln und sein Publikum nur aufgrund der Qualität zu finden. Vielmehr wollten die Filmproduzenten, dass jeder Film eine Art zweiter Weißer Hai wird.“ Thomas Schatz schreibt, dass der Film „das Gewinnpotenzial des Hollywood-Hits (…) neu definierte.“ Der Film „läutete das Ende von Hollywoods fünfjähriger Rezession und gleichzeitig eine Ära kostenintensiver Hightech-Highspeed-Thriller ein.“
Der weiße Hai spielte eine wichtige Rolle bei der Etablierung des Sommers als Hauptsaison für die Veröffentlichung der größten Kinohits. Zuvor war jahrzehntelang der Winter die Jahreszeit, in der in aller Regel die erhofften Kassenschlager ihre Premiere feierten. Der weiße Hai und das 1977 in den Kinos angelaufene Weltraumepos Star Wars – Krieg der Sterne gelten als Beginn des neuen Geschäftsmodells der US-Filmindustrie, das von durchkonzeptionierten High-End-Bildern dominiert wird. Mit einher gingen die Prämissen, dass diese Big-Budget-Filme nicht zu komplex und daher für ein Massenpublikum leichter vermarktet werden können. Im Gegensatz dazu stand das bis Mitte der 1970er erfolgreiche Autorenkino der New-Hollywood-Ära, das oftmals komplexe gesellschafts- und sozialkritische Themen behandelte. Die Autorenfilmer verwirklichten ihre Stoffe in relativer Autonomie zu den großen Hollywood-Studios, die dadurch in eine große wirtschaftliche Krise gerieten. Demzufolge kam Biskind zu der Schlussfolgerung: „Spielberg war das Trojanische Pferd, durch das die Studios begannen, ihre an die Autorenfilmer verlorene Macht wiederzuerlangen.“
Im Fahrwasser des Weißen Hai entwickelte sich zudem von Mitte der 1970er bis in die 1980er Jahre hinein ein regelrechter Boom an zumeist minderwertig produzierten B-Movie–Tierhorror-Filmen wie Mako, die Bestie (1976), Orca, der Killerwal (1977), Im Blutrausch, Tintorera (1977), Barracuda (1978) und Der Horror-Alligator (1980). Den 1978 von Joe Dante inszenierten Piranhas bezeichnete Steven Spielberg „als den Besten der ganzen Weißer-Hai-Abzocke“.
Der weiße Hai hatte auch breitere kulturelle Auswirkungen. Der Film sorgt bis heute bei vielen Zuschauern dafür, dass sie Angst davor haben, ins Meer zu gehen. Die in den USA deutlich geringere Anzahl an Strandbesuchen im Jahr 1975 wurde ebenso wie eine deutlich gestiegene Anzahl gemeldeter Hai-Sichtungen auf die psychologischen Auswirkungen des Filmes zurückgeführt. Spielbergs Thriller wird immer noch als verantwortlich für die Aufrechterhaltung negativer Stereotypen über Haie und ihr Verhalten angesehen. In den Jahren nach der Veröffentlichung fühlte sich der Autor der Romanvorlage Peter Benchley schuldig am schlechten Ruf der Haie und engagierte sich stark in der Meeresschutzbewegung. In einem Artikel für das Magazin National Geographic aus dem Jahr 2000 sagte Benchley, er würde den Roman heute nicht mehr schreiben. Das Tier sei nicht böse, sondern es verwechsle gelegentlich unvorsichtige Menschen mit Beutetieren. Naturschutzgruppen haben die Tatsache beklagt, dass der Film es erheblich schwieriger gemacht habe, die Öffentlichkeit davon zu überzeugen, dass Haie geschützt werden sollten.

### Fortsetzungen
Der große Erfolg von Spielbergs Film führte zu mehreren Fortsetzungen unter anderer Regie, die weder in qualitativer noch in kommerzieller Hinsicht an den Erfolg des ersten Filmes anknüpfen konnten. 1978 folgte zunächst Der weiße Hai 2, 1983 Der weiße Hai 3-D und schließlich 1987 Der weiße Hai – Die Abrechnung. 

## Medien

### Blu-ray
- Der weiße Hai. Universal Pictures 2012 (Kino-Synchronfassung von 1975 in Mono, neue Synchronfassung in DTS-HD 7.1)

### DVD
- Der weiße Hai. Universal Pictures 2000 (Kino-Synchronfassung von 1975 in Mono)
- Der weiße Hai. Special Edition Universal Pictures 2004 (neue Synchronfassung in Dolby Digital 5.1)
- Jaws Unleashed Spiel für PC, XBOX und PS2

### Soundtrack
- John Williams: Jaws. Music from the Original Motion Picture Soundtrack. MCA Records, Universal City o. J., Nr. MCD01660.
- John Williams: Jaws. The Original Motion Picture Score. Varèse Sarabande Film Classics. Vollständige Neueinspielung des Royal Scottish National Orchestras unter der Leitung von Joel McNeely. Varèse Sarabande, Studio City 2000, Varèse Sarabande 302 066 078 2.

## Filmanalyse

### Dramaturgie, Form, Stil
Der weiße Hai ist nach Duell und Sugarland Express der dritte unter professionellen Bedingungen produzierte Spielfilm von Steven Spielberg und wird den Genres Thriller, Horrorfilm und Abenteuerfilm zugeordnet. Der weiße Hai ist der erste von mehreren Spielberg-Filmen, der den Status eines Kultfilms erlangte. Der Film geht laut James Clarke über seine Form hinaus und spricht ursprüngliche, universelle Ängste und gleichzeitig Hoffnungen über die Beziehung des Menschen zur größeren, natürlichen Welt an.
Dramaturgie und visueller Stil des Films werden bereits in der Anfangssequenz geprägt. Spielberg zeigt wie sein Vorbild Alfred Hitchcock in Psycho gleich zu Beginn des Films einen brutalen Mord, um das Publikum zu fesseln und eine fortwährende Spannung zu erzeugen, die beim Zuschauer möglichst keine Entspannung mehr zulässt.
Bereits in der Eröffnungseinstellung des Films nimmt der Zuschauer den Blick des als Antagonist fungierenden Hais an und schwimmt aus dessen Perspektive über den Meeresboden. Kurz vor der Attacke auf die Schwimmerin sieht der Zuschauer wiederum aus der Unterwassersicht des Hais den an der Wasseroberfläche schwimmenden Körper der künftigen Beute. Spielberg verwendet die gleichen narrativen und visuellen Techniken zur Spannungserzeugung wie Hitchcock in der berühmten Duschszene in Psycho: der mit Spannung gemischte sexuelle Anreiz einer attraktiven nackten Blondine lässt den Zuschauer nach ihrem brutalen Tod schockiert zurück. In beiden Szenen verwandeln sich Vergnügen, Entspannung und Sinnlichkeit in Schmerz, Terror und gewaltsamen Tod. Der Mörder wird ebenfalls in beiden Filmen durch eine Point-of-View-Aufnahme angekündigt. Lediglich der Schnitt und die bildliche Darstellung unterscheiden die Mordsequenzen der Filme erheblich. Während bei Psycho eine sehr schnelle Schnittfolge mit dynamischen Kameraeinstellungen gewählt wurde, entschied sich Spielberg für eine niedrige Schnittfrequenz und eine ruhige Kameraführung. Zudem zeigt Der weiße Hai in der Eröffnungsszene keinerlei Blut und bleibt mit der Kamera stets an der Wasseroberfläche. Der wahre Horror findet außerhalb des Sichtbaren unter Wasser statt. Beide Filme hatten einen enormen Einfluss auf das Publikum, indem sie eine gewöhnliche Tätigkeit plötzlich als lebensgefährlich erscheinen ließen. So wie Psycho zahlreichen Zuschauern Angst vor dem Duschen bescherte, löste Der weiße Hai beim Publikum Ängste vor dem Schwimmen im Meer aus, bedingt durch die damit verbundene Urangst, gefressen zu werden.
Der Hauptcharakter des Films ist Chief Brody, der die Zuschauer als einziger Protagonist von Anfang bis Ende des Films begleitet. In der ersten Hälfte des Films wird der Fokus zunächst auf die persönlichen Schwächen Brodys gelegt, der ohnehin nur aus Angst vor der Gewalt in New York seinen neuen Arbeitsplatz auf der Ferieninsel aufnahm. Wie ein Träumender in einem Albtraum muss Brody paralysiert und hilflos ansehen, wie in seiner Gemeinde Menschen ums Leben kommen, die er vorgeblich schützen sollte. Auf Stress reagiert der von einer Wasserphobie geplagte Brody mit Passivität, Rückzug und Alkoholkonsum. Der Wendepunkt des Films kommt für Brody, als er auf den aufgeschlossenen Haiexperten Hooper trifft, der ihn aus seiner Lethargie befreit und davon überzeugt, sich dem Kampf mit dem Hai auf dem offenen Meer zu stellen. Laut Drehbuchschreiber Carl Gottlieb lässt sich Brody zu Beginn seiner Entwicklung zum Helden der Geschichte bei der Entscheidungsfindung noch maßgeblich von anderen beeinflussen. Als diese falschen Entscheidungen Menschenleben kosten, wird Brody zunehmend selbstsicherer und vertraut schließlich seinem eigenen Urteilsvermögen.
Der Meeresbiologe Hooper zeigt reges Interesse an neuesten Technologien. Zudem ist er auf dem aktuellen wissenschaftlichen Stand der Forschung und kann mit den daraus gewonnenen Kenntnissen überholte Ansichten überwinden und neue Lösungsansätze in sein Schaffen einfließen lassen. Brody und Hooper haben von Anfang an ein gutes Verhältnis zueinander. Auf der Jagd nach dem Hai führen sie gemeinsame Untersuchungen durch, die die beiden nach und nach stärker verbindet. Der Haifischer Quint wird als selbstsicherer, rachsüchtiger Einzelkämpfer und im Gegensatz zu Brody und Hooper als überaus männlicher Charakter in die Geschichte eingeführt. Quint ist skeptisch gegenüber modernen Haifisch-Fangmethoden, die sich als erfolgreich erwiesen haben. Er wehrt sich gegen technologische Entwicklungen. Der Charakter des örtlichen Bürgermeisters wird zunächst als dominant und entscheidungsstark etabliert, verliert aber im Laufe des Films sein Selbstvertrauen, da seine Entscheidungen fatale Folgen haben.
So hat Brody im Verlaufe des Films nicht nur mit dem Hai, sondern in der ersten Hälfte des Films mit dem Bürgermeister und in der zweiten Hälfte des Films mit Quint zu kämpfen. Im finalen Showdown ist Brody jeglicher menschlicher Hilfe beraubt und muss sich der Bedrohung allein stellen, indem er tötet oder getötet wird. Mit Unterstützung eines in den Rachen des Hais geworfenen Druckluftbehälters und Quints Gewehr kann Brody letztlich den weißen Hai erlegen. Am Ende des Films hat er seine innere Zerrissenheit gänzlich überwunden und den Kampf gegen den Hai wie auch den „Kampf gegen seine inneren Dämonen“ gewonnen.

### Musik

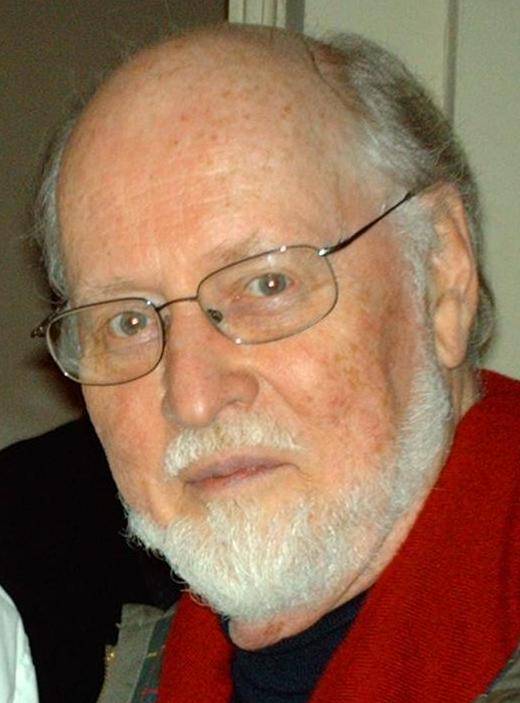
Der Komponist John Williams prägte den Thriller mit seiner Filmmusik

Der Komponist John Williams lieferte die stilprägende Filmmusik zu Spielbergs Horrorklassiker. Der von einem Orchester eingespielte Jaws: Original Motion Picture Soundtrack wurde 1975 von MCA-Records auf LP und Musikkassette veröffentlicht. 1992 folgte eine Ausgabe auf CD.
Der Vorspann wird zunächst durch leise Sonargeräusche untermalt. Dann setzen Saiteninstrumente ein und leiten das musikalische Hauptmotiv für den Weißen Hai ein. Zuerst erklingt ein einzelnes tiefes E, anschließend sind zwei Noten zu hören, die einen aufsteigenden Halbton verwenden (E bis F). Durch diese Tonabfolge kündigt sich mit einer gelegentlichen Hinzufügung eines tieferen Couplet (D bis E) der Hai an. Nun überlagert der zweite Teil des Hauptmotivs den ersten Teil, beginnend mit drei aufsteigenden Tönen eines Horns. Während das Horn weiterspielt, setzen hoch gestimmte Streich- und Holzblasinstrumente ein.
Das lediglich aus zwei Noten bestehende musikalische Hauptmotiv für den Hai dominiert einen Großteil der Filmmusik und erinnert den Zuschauer mit musikalischen Mitteln daran, dass der Hai ganz in der Nähe seines potentiellen Opfers ist. Die von Williams auf diesem Wege erzeugte Spannung ist für den Film unerlässlich, da aufgrund der technischen Probleme mit dem künstlichen Hai und dem daraus resultierenden Minimum an Filmmaterial der Hai nur an wenigen Stellen des Films tatsächlich zu sehen ist. Als Beispiel sei hier die Szene genannt, als zwei Fischer versuchen nachts von einem Steg aus den Hai zu angeln. Der Hai frisst den Köder und bringt mit seiner Gewalt den Steg zum Einsturz. Einer der beiden Fischer fällt ins Wasser und hält sich an den Überresten des Stegs fest, die mit dem Fischer vom Hai aufs offene Meer gezogen werden. Die Musik ist zunächst sehr dramatisch und wird dann immer leiser. Als der Fischer sich von den Überresten des Stegs löst, um zurück ans Ufer zu schwimmen, wird die Musik kontinuierlich intensiver. Williams setzt hier zur Spannungserzeugung für den Zuschauer unterschiedliche Dynamiken und Tempi des Haimotivs ein. In der gesamten Szene ist der Hai niemals zu sehen.
Williams einprägsames Hauptmotiv für den Weißen Hai war ein überaus wichtiger Baustein, um die Szenen musikalisch spannungsgeladen mit entsprechenden Arrangements zu untermalen. Williams’ Komposition ist ein klassisches Beispiel für Thriller-Filmmusik und verhalf dem Film zu großem Erfolg. Spielberg sagte in einem Interview, dass die Filmmusik von John Williams für die Hälfte des Erfolges von Der Weiße Hai verantwortlich war.
Komponist John Williams gewann bei der Oscarverleihung 1976 einen Oscar für die beste Filmmusik sowie bei den Grammy Awards 1976 einen Grammy für die beste Komposition eines Spielfilms. Das American Film Institute listet Williams’ Soundtrack auf Platz sechs der besten 25 Filmsoundtracks aller Zeiten.

### Interpretation
Der Autor James Clarke meint, dass die Botschaft des Films laute, dass die Gesellschaft gemeinsam handeln muss, um Terror zu überwinden. Der Mensch sei immer noch überaus zerbrechlich im Angesicht der Gefahren der Natur und der Gefahren des nicht Sichtbaren. Spielberg zeige zudem im Zusammenspiel der Protagonisten Klassenvorurteile. Quint als Prototyp der Arbeiterklasse lehne den Intellektuellen Hooper aus der Mittelschicht ab. Zudem sieht Clarke erhebliche Unterschiede in der Darstellung der Männlichkeit der Protagonisten. Während Quint samt seiner mit Haigebissen ausgestatteten Hütte als überaus männlich gezeigt werde, werden der eher verspielte Hooper und der zurückhaltend auftretende Familienvater Brody als nicht „typisch männlich“ dargestellt. Das Boot stehe laut Clarke stellvertretend für einen Mikrokosmos der Gesellschaft, in dem unterschiedliche Charaktere und Temperamente aufeinandertreffen. Letztlich werden sie hingegen fernab der vertrauten Welt gemeinsam auf die Probe gestellt und können ihr Ziel nur gemeinsam erreichen. Am Ende des Films lässt Spielberg Quint sterben, Hooper und Brody überleben. Der von Spielberg zunächst als unsicher und ungeschickt porträtierte Brody sei letztlich der Held des Films, der im Laufe der Geschichte sein Potenzial erkenne und ausschöpfe. Er kehre mit einem neu erlangten Gefühl von Sicherheit zu seiner Frau und seinen Kindern nach Hause zurück.
Der Autor Andrew M. Gordon kommt zum Ergebnis, dass, obwohl Der weiße Hai ein männlich geprägter Abenteuerfilm zu sein scheint, er mit Ängsten spielt, die ein breites Publikum von jung bis alt und unabhängig vom Geschlecht ansprechen. Die psychologische Kraft des Films bestehe darin, dass es sowohl darum gehe, temporär in die Rolle des Hais zu schlüpfen, als auch, schließlich den Hai zu besiegen.